# Ирзиткале
Ирзиткале (чечен. Орзуме-Кхаьлла) — покинутый аул в Галанчожском районе Чеченской Республики.

## География
Аул Ирзиткале расположен к западу от районного центра Галанчож.
Ближайшие аулы: на юго-западе — село Акка, на юго-востоке село Кереты, на севере — село Итыркале, на юге — село Чиконди-Паде.

## История
Аул Ирзиткале был ликвидирован в 1944 году во время депортации чеченцев. После восстановления Чечено-Ингушской АССР в 1956 году чеченцам было запрещено селиться в данном районе.